# OM 50復仇女神狙擊步槍
AMSD OM 50「復仇女神」（英語：AMSD OM 50 Nemesis）是一款由瑞士槍械製造商先進軍事系統設計公司（英語：Advanced Military System Design，簡稱：AMSD）所研製及生產的模塊化手動狙擊步槍（反器材步槍），發射12.7×99毫米北約口徑（.50 BMG）步枪子彈。
該槍目前改由瑞士軍工所生產並且改稱為SAN 511。

## 歷史
OM 50大口徑狙擊步槍是在2001年由一名退役的美国海军陆战队軍官詹姆斯·B·歐文（英語：James B Owens）和瑞士公司軍事先進設計系統的老闆克里斯·L·毛爾路嘉納爾（英語：Chris L Movigliatti）的合作研製的，並且命名為「復仇女神」。新武器被正式命名為OM 50 Nemesis，當中OM是兩名設計師的姓氏首字母縮寫合起來，50指.50 BMG口徑（12.7×99毫米北約口徑），而「復仇女神」的英文「Nemesis」的名字是古希腊神话中的正義和復仇女神。OM 50在設計定型以前有6枝原型，並在設計開始後3個月便進行測試。2003年，第一批生產型步槍由瑞士公司AMSD生產。

## 設計細節
這種新武器用於軍事機構或執法機構的遠距離精確射擊。該武器可用於城市戰或對遠距離目標的作戰。民用型也用於遠距離精確射擊比賽。出於這個原因，OM 50功能完全模塊化設計，而且有三個基本型號，分別稱為Mk Ⅰ、Mk Ⅱ和Mk Ⅲ。每個型號都可以根據使用者而快換更換不同長度或槍口附件的槍管，高效制退器或可拆卸的消聲器。槍管長度有近距離目標（城鎮戰）時使用的的短槍管，和對遠距離目標射擊的長槍管。標準槍管長度是698.5毫米（27.5英吋），而381毫米（15英吋）、444.5毫米（17.5英吋）、508毫米（20英吋）和558.8毫米（22英吋）這四種只在城市環境中使用的槍管長度都只提供給軍隊和特警隊。使用標準螺絲批在野戰條件下可在2分鐘以內更換槍管。
所有OM 50的基本組成部分都是以相同的航空铝合金製機匣和高品質硬質钢製造的槍機組件為基礎，使用手動操作的旋轉後拉式槍機。槍機頭上有三鎖耳式槍機，進入槍管節套的閉鎖槽內閉鎖。自由浮動式槍管通過一組螺釘固定在機匣前端，槍口可以配備消焰器、制退器或消聲器；同時槍管外側還開有多道凹槽，在槍管外緣切割了多條和槍管長軸平行的溝槽。這樣既提高了槍管本身的堅固度，亦利於散熱以及降低槍管和全槍重量。手槍握把和扳機組件是以AR-15／M16系列步槍為藍本。兩道火扳機具有三種模式，扳機扣力是完全可調節。最小的扳機扣力為1千克，而最大則為2.5公斤。位於手槍握把上方的手動保險有兩個位置，分別是射擊位置和保險位置。機匣連接有前托。
OM 50並無內置其機械瞄具，必須利用其機匣頂部所設有的一條全長式MIL-STD-1913戰術導軌安裝日間／夜間望遠式狙擊鏡、光学瞄准镜、反射式瞄準鏡、全息瞄準鏡、棱鏡式瞄準鏡、夜視儀、热成像仪和／或以戰術導軌安裝的機械瞄具作為OM 50的瞄準具，亦可以使用流行的前後串連式安裝配置模式擴大瞄準具附件的加裝應用模式，頂部導軌可提供20－40角分的角度調整。另外還有兩條可拆卸的導軌（Mk. II和Mk. III）和延長導軌（Mk. III）分別安裝在上機匣的護木的左右兩邊和延長前托用於安裝對應導軌的雷射瞄準器。前托亦具有兩腳架接口以便裝上兩腳架。
據說該槍已經在一些歐洲特警隊和特種部隊當中試用。

## 衍生型
根據不同的任務，某一型號的OM 50可以很容易地轉換成另一型號，只需要安裝或拆除的必要部件和模塊。
- Mk. I：基本型號，單發射擊，具有一具可調節式固定槍托，並且裝有一具手動裝填塊，沒有彈匣。
- Mk. II：從Mk. I升級而成，手動裝填塊改為5發可拆卸式彈匣供彈，配備一條照門導軌、铰链連接的左側折疊式可調節式槍托、裝在前托上的折疊式兩腳架和裝在槍托上的尾部折疊式單腳架。
- Mk. III：進一步升級而成，5發可拆卸式彈匣供彈，配備延長前托和三條戰術導軌架座。

## 精度
OM 50的精度為：
- 在300公尺小於0.5角分
- 在1,000公尺為1角分

在測試中由一名經驗豐富的美國海軍陸戰隊狙擊手試射，OM 50步槍在1,000碼打出6×5厘米（約21⁄2英寸）的散佈，相當於0.25角分。

## 使用國
- - 格魯吉亞武裝部隊特種部隊[4][5]
- 俄羅斯
  - 聯邦警衛局[6]
- 乌克兰

## 登場作品

### 电子游戏
- 2014年—：為原型槍，命名為“Nemesis 50”，以5發彈匣供彈，攜彈量為20發。

## 資料來源
1. ↑  .   [2013-05-10]. （原始内容存档于2013-01-24）.
2. ↑  .   [2020-03-18]. （原始内容存档于2020-02-21）.
3. ↑  A.M.S.D. Ch. Movigliatti; Geneve: Adresse + Firmenportrait （页面存档备份，存于） auf firmendb.de
4. ↑  Техника войны. О вооружении, использованном в грузино-осетинском конфликте （页面存档备份，存于） // "Lenta.RU" от 13 августа 2008
5. ↑  Игорь Чубаха. Чем воюет Грузия （页面存档备份，存于） // информагентство "Росбалт" от 11 августа 2008
6. ↑  .   [2017-10-31]. （原始内容存档于2018-03-28）.

## 外部連結
- （英文）—Official website
- （英文）—Modern Firearm－AMSD OM 50 Nemesis sniper rifle
- （英文）—RB-Security - AMSD 50 NEMESIS
- （英文）—Swiss Antimateriel Rifles（页面存档备份，存于）
- （简体中文）—D Boy Gun World（槍炮世界）—AMSD OM50 Nemesis（页面存档备份，存于）